# Шарлотт-Корт-Гауз (Вірджинія)
Шарлотт-Корт-Гауз (англ. Charlotte Court House) — місто (англ. town) в США, в окрузі Шарлотт штату Вірджинія. Населення — 505 осіб (2020).

## Географія
Шарлотт-Корт-Гауз розташований за координатами 37°3′23″ пн. ш. 78°38′16″ зх. д. / 37.05639° пн. ш. 78.63778° зх. д. (37.056363, -78.637765).  За даними Бюро перепису населення США в 2010 році місто мало площу 10,34 км², уся площа — суходіл.

## Демографія
Згідно з переписом 2010 року, у місті мешкали 543 особи в 187 домогосподарствах у складі 118 родин. Густота населення становила 53 особи/км².  Було 230 помешкань (22/км²).
Расовий склад населення:
| - 55,4 % — білих - 40,0 % — чорних або афроамериканців - 0,9 % — азіатів - 2,4 % — осіб інших рас |

До двох чи більше рас належало 1,3 %. Частка іспаномовних становила 4,6 % від усіх жителів.
За віковим діапазоном населення розподілялося таким чином: 21,5 % — особи молодші 18 років, 62,7 % — особи у віці 18—64 років, 15,8 % — особи у віці 65 років та старші. Медіана віку мешканця становила 38,9 року. На 100 осіб жіночої статі у місті припадало 137,1 чоловіків;  на 100 жінок у віці від 18 років та старших — 139,3 чоловіків також старших 18 років.
Середній дохід на одне домашнє господарство  становив 46 226 доларів США (медіана — 37 292), а середній дохід на одну сім'ю — 50 591 долар (медіана — 36 964). Медіана доходів становила 33 438 доларів для чоловіків та 32 500 доларів для жінок. За межею бідності перебувало 45,0 % осіб, у тому числі 69,0 % дітей у віці до 18 років та 11,1 % осіб у віці 65 років та старших.
Цивільне працевлаштоване населення становило 181 осіб. Основні галузі зайнятості: освіта, охорона здоров'я та соціальна допомога — 28,2 %, роздрібна торгівля — 14,9 %, будівництво — 9,9 %, сільське господарство, лісництво, риболовля — 7,7 %.